# Perșotravneve, Oleksandria
Perșotravneve (în ucraineană Першотравневе) este un sat în comuna Uleanivka din raionul Oleksandria, regiunea Kirovohrad, Ucraina.

## Demografie
Componența lingvistică a localității Perșotravneve
     Ucraineană (82,89%)
     Rusă (15,79%)
     Belarusă (1,32%)
Conform recensământului din 2001, majoritatea populației localității Perșotravneve era vorbitoare de ucraineană (82,89%), existând în minoritate și vorbitori de rusă (15,79%) și belarusă (1,32%).